# Cochliostema
Cochliostema là một chi thực vật có hoa trong họ Commelinaceae.